# Un pur moment de rock'n roll
Pour plus de détails, voir Fiche technique et Distribution.
Un pur moment de rock'n roll est un film français de Manuel Boursinhac sorti en 1999.
Le film est tiré de deux nouvelles de Vincent Ravalec.

## Synopsis
Éric Renard (Vincent Elbaz), vingt-cinq ans, est un toxicomane tiraillé entre la drogue et son rêve de devenir écrivain. Après un casse raté, il est envoyé à la campagne dans un centre de réinsertion pour délinquants où il fait la rencontre de Kamel (Samy Nacéri) qui va l'aider à sortir de la drogue.

## Fiche technique
- Réalisation : Manuel Boursinhac
- Scénario : Manuel Boursinhac, Vincent Ravalec, Stéphane Cabel, Louis-Stéphane Ulysse
- Musique : Marc Hillman, Patrick Roffé
- Directeur de la photographie : Kevin Jewison
- Montage : Hélène de Luze
- Société de production : MP Productions, Breguet Productions, Havas Images, avec la participation de Canal+
- Société de distribution : Universal Pictures France (UPF)
- Langue : français
- Formats : couleur – Dolby – 1,85:1 – 35 mm
- Durée : 105 minutes
- Classification :
  - France : Interdit aux moins de 12 ans
- Dates de sortie :
  - France : 24 novembre 1999
  - Belgique : 7 juin 2000
- Date de sortie du DVD :
  - France : 5 septembre 2000

## Distribution
- Vincent Elbaz : Éric Renard
- Nicolas Abraham : Jeannot
- Laurence Côte : Sophie
- Samy Naceri : Kamel
- Marc Andreoni : Alex
- Féodor Atkine : Bruno
- Léa Drucker : Florence
- Victor Garrivier : Le grand-père
- Isabelle Candelier : Claire
- Chantal Banlier : Henriette
- Mickaël Bulayima : Papisco
- Stéphane Ferrara : L'Eurasien
- Michèle Garcia : Le procureur
- Annie Grégorio : L'infirmière
- Samir Guesmi : L'inspecteur Choukry
- Marie Guillard : Nadine
- Jean-Pierre Lazzerini : Le principal
- Sonia Mankaï : Sabrina
- Olivier Mansard : Franck
- Eva Mazauric : Caro
- Jean-Pierre Quentin : Daniel
- Rémy Roubakha : Marius
- Jean-Jacques Simon : Marcellin
- Gérald Thomassin : Fred

## Lieux de tournage
L'avant-dernière scène du film fut tournée devant les ruines de l'abbaye Notre-Dame de Longpont, à Longpont, dans les Hauts-de-France.